# Masoud Sulaiman
Masoud Sulaiman Ahmed Sulaiman Al Hammadi, meglio noto come Masoud Sulaiman (in arabo مسعود سليمان‎?; Al Dhannah, 16 giugno 1992), è un calciatore emiratino, difensore del Khor Fakkan .

## Carriera

### Club
Cresciuto nel settore giovanile della squadra emiratina del Baniyas Sulaiman ha sempre militato nella UAE Pro League, dove oltre alla maglia del Baniyas ha indossato anche quella dell'Emirates, dell'Al-Nasr e dell' Al Dhafra, per poi firmare nel 2021 con il Khor Fakkan con cui attualmente gioca.

### Nazionale
Nel maggio del 2016 è stato convocato per la prima volta dalla Nazionale di calcio degli Emirati Arabi Uniti, con cui ha fatto il suo debutto nell'amichevole persa per 1-0 contro la Siria.